# MED24
La proteína mediadora de la transcripción de la subunidad 24 de la ARN polimerasa II (MED24) es una enzima que, en humanos, es codificada por el gen med24.
La proteína MED24 es un componente del complejo mediador (también conocido como TRAP, SMCC, DRIP o ARC), un complejo coactivador transcripcional que parece ser necesario para la expresión de casi todos los genes. El complejo mediador es reclutado por los activadores transcripcionales o por receptores nucleares para inducir la expresión génica, posiblemente mediante la interacción con la ARN polimerasa II y promoviendo la formación de un complejo transcripcional de pre-iniciación. Se han descrito múltiples variantes transcripcionales del gen med24 que codifican diferentes isoformas de la proteína.

## Interacciones
La proteína MED24 ha demostrado ser capaz de interaccionar con:
- Receptor de estrógeno alfa[2][3]
- Cdk8[4][3]
- Receptor de calcitriol[2][4]
- BRCA1[5]